# Club Deportivo Toluca (España)
El Club Deportivo Toluca fue un club de fútbol de España, de la ciudad de Santander, Cantabria. Fue fundado en 1952 (como Paredón Vista Alegre, cambiando su nombre a Club Deportivo Toluca en 1959-60) y desapareció en 1984.

## Historia
Los inicios del club fueron modestos, con equipos juveniles y después un senior que se movía entre la Segunda Regional y la Primera Regional. Sin embargo en 1970 alcanzaría categoría nacional.
En la campaña 1970-71 quedó libre una plaza en el grupo 1º de la Tercera División por renuncia del Valmaseda. Dicha plaza tenía que ser cubierta por un club de las federaciones cántabra, castellana o guipuzcoana, y en un sorteo salió la papeleta de la Federación Cántabra; así pues la plaza pasaba al segundo clasificado de la 1ª categoría de Cantabria (toda vez que el campeón, el Barreda ya tenía plaza en Tercera). Este club era el Toluca.
Los dirigentes del club decidieron aceptar el nuevo reto llamando a varios exjugadores del Racing y del Real Madrid para reforzar al club. En una temporada atípica el club no pudo mantener la categoría en un grupo con equipos tan potentes como la Cultural Leonesa, Orense, Sestao, Baracaldo, Bilbao Athletic, Avilés, Gimnástica, Barreda o Vetusta. 
Esa temporada el club logró nueve victorias, cinco empates y veinticuatro derrotas para lograr un total de 23 puntos (las victorias valían dos puntos), finalizando en el puesto decimoctavo. Durante la temporada sólo logró una victoria fuera de casa (1-2 en campo de uno de los gallitos del grupo, el Orense, que finalizaría segundo), mientras que en casa sumó algunas victorias ante equipos importantes como el Bilbao Athletic (2-0), Lugo (4-2) y Gimnástica de Torrelavega (2-0).
Tras el descenso el club jugaría varias temporadas en categorías regionales hasta su desaparición tras la campaña 1983-84 en Primera Regional.

## Datos del club
- 1 temporada en 3ª: (1970-71).
- Mejor clasificación en 3ª: 18º (1970-71)
- Campeón de Primera Regional (1): 1981-82.
- Campeón de Segunda Regional (1): 1968-69.
- Subcampeón de Primera Regional (2): 1969-70 y 1974-75.

## Temporadas
Resumen de temporadas del Toluca desde 1967-68:
| Temporada | Categoría           | Puesto        | Notas                             |
| --------- | ------------------- | ------------- | --------------------------------- |
| 1967-68   | Primera Regional    | 13º (grupo 1) | descenso                          |
| 1968-69   | Segunda Regional    | 1º            | ascenso                           |
| 1969-70   | Primera Regional    | 2º            | ascenso                           |
| 1970-71   | Tercera             | 18º           | descenso                          |
| 1971-72   | Primera Regional    | 5º            |                                   |
| 1972-73   | Primera Regional    | 8º            |                                   |
| 1973-74   | Primera Regional    | 15º           |                                   |
| 1974-75   | Primera Regional    | 2º            | ascenso                           |
| 1975-76   | Regional Preferente | 13º           |                                   |
| 1976-77   | Regional Preferente | 17º           | descenso                          |
| 1977-78   | Primera Regional    | 11º           |                                   |
| 1978-79   | Primera Regional    | 6º            | ascenso                           |
| 1979-80   | Regional Preferente | 17º           | descenso                          |
| 1980-81   | Primera Regional    | 4º            |                                   |
| 1981-82   | Primera Regional    | 1º            | ascenso                           |
| 1982-83   | Regional Preferente | 20º           | descenso                          |
| 1983-84   | Primera Regional    | 9º            | Desaparece al acabar la temporada |